# Joe Goss
Joe Goss (nació el 5 de noviembre de 1835 en Northampton, Inglaterra y falleció en 1885) fue un campeón del mundo de los pesos pesados de boxeo en 1876.
Luchó contra hombres, tanto más grandes y más pesados que él. A la edad de veinte años, Goss comenzó su carrera con una victoria de 90 minutos sobre George Hares.
| Predecesor: Tom Allen | Campeón del mundo de los pesos pesados 1876–1880 | Sucesor: Paddy Ryan |

- Datos: Q1083399